# Sarah Bray
Sarah Bray (eigentl.: Monique Wersant; * 9. September 1966) ist eine luxemburgische Sängerin.

## Leben und Wirken
Als Bankangestellte lernte Monique Wersant Mitte der 1980er Jahre den Komponisten Patrick Hippert kennen, mit dem sie das Duo Skara Bray gründete. Im Jahr 1990 erschien deren Album New Blue. Als Sarah Bray wurde sie ausgewählt, Luxemburg beim Concorso Eurovisione della Canzone 1991 in Rom zu vertreten. Die Powerballade Un baiser volé (dt.: Ein gestohlener Kuss), geschrieben von ihr, Hippert und Linda Lecomte erreichte den 14. Platz.